# 酒井信
酒井 信（さかい まこと、1977年 - ）は日本の批評家、明治大学国際日本学部准教授。
専門は社会思想、文芸批評、メディア論。

## 来歴
長崎県長崎市出身
。長崎県立長崎南高等学校、早稲田大学人間科学部卒業。慶應義塾大学政策・メディア研究科修士課程、後期博士課程修了。
2009年、「平成期の価値観と表象に関する研究 :「成熟なき喪失」の時代の研究」で博士（政策・メディア）。大学院では福田和也・福井弘道などに師事した。
慶應義塾大学グローバルセキュリティ研究所助教、文教大学情報学部准教授を経て現職。

## 著書
- 『平成人（フラット・アダルト）』文春新書　2007年
- 『最後の国民作家　宮崎駿』文春新書　2008年
- 『吉田修一論　現代小説の風土と訛り』左右社　2018年
- 『メディア・リテラシーを高めるための文章演習』左右社　2019年
- 『現代文学風土記』西日本新聞社　2022年
- 『松本清張はよみがえる　国民作家の名作への旅 』西日本新聞社　2024年

### 共編著
- 『IT時代の震災と核被害』東浩紀、飯田哲也、飯田豊、池田清彦、円堂都司昭、荻上チキ、加藤典洋、萱野稔人、西條剛央、酒井信、神保哲生、武田徹、津田大介、広瀬弘忠、三上洋、宮台真司、村上圭子共著 インプレスジャパン　2011
- 『メディア用語基本辞典　［第2版］』渡辺武達・金山勉・野原仁共編　世界思想社 2019
- 『江藤淳』中島岳志・平山周吉監修 河出書房新社 2019

## 映像教材
- 監修「コントで学ぶ メディアと社会とわたし 4　災害時の心理とメディア」（丸善出版）2019年
- 監訳「BBC　スー・パーキンスとさぐる現代日本の多様な文化　前篇」（丸善出版）2020年
- 監訳「BBC　スー・パーキンスとさぐる現代日本の多様な文化　後篇」（丸善出版）2020年
- 監訳「BBC　クラウド社会の環境問題」（丸善出版）2025年
- 監訳「BBC　AIと共生するヒト社会」（丸善出版）2025年

## 連載
- 「新人小説月評」文學界（文藝春秋）2005年
- 「現代ブンガク風土記」　西日本新聞朝刊（毎週日曜）　2018年4月1日〜2022年4月24日[4]
- 「松本清張はよみがえる」　西日本新聞朝刊　2022年8月25日〜2023年5月17日[5]
- 「松本清張がゆく　西日本の旅路」　西日本新聞朝刊　2024年6月9日～